# BBC First
BBC First – kanał telewizyjny należący do BBC Worldwide, komercyjnego skrzydła publicznego nadawcy radiowo-telewizyjnego BBC. Pierwsza wersja kanału została uruchomiona 3 sierpnia 2014 w Australii. 26 października 2018 roku kanał ten zadebiutował w Polsce poprzez rebranding kanału BBC HD.

## Formuła programowa
BBC First ma być w portfolio BBC Worldwide kanałem serialowym premium, prezentującym najnowsze seriale BBC równocześnie z ich premierą w Wielkiej Brytanii lub niedługo po niej. W krajach, w których nadaje BBC First, kanał ten posiada na wyłączność najnowsze produkcje tego nadawcy, zaś ich sprzedaż lokalnym telewizjom lub emisja na innych kanałach BBC (np. BBC Entertainment) będzie możliwa dopiero w późniejszym czasie.  
Kanał w Wielkiej Brytanii jest dostępny całkowicie bez reklam, gdyż według brytyjskiego prawa programy publicznego nadawcy nie mogą ich tam emitować. Stacja utrzymuje się tam, jak i inne kanały BBC z opłat abonamentowych oraz z zysków przedsiębiorstw i wydawnictw mediów państwowych. W innych krajach programy nadawcy dostępne są w płatnych pakietach dostawców telewizyjnych i na ich antenach są emitowane reklamy, ale w trakcie trwania programów nie są one nimi przerywane.  

## Dostępność
Australijska wersja BBC First została przekazana do dystrybucji na zasadzie wyłączności firmie Foxtel, która udostępnia kanał za pośrednictwem swojej platformy satelitarnej oraz należących do niej sieci kablowych. Początkowo BBC nie ujawniło, gdzie i kiedy mogą ruszyć kolejne wersje kanału, zapewniło jednakże, iż docelowo marka BBC First ma mieć charakter globalny. W Polsce jest dostępny u tych samych operatorów, u których oferowany był kanał BBC HD.